# ワン・ミシシッピ -ママの生きた道、私の生きる道-
『ワン・ミシシッピ -ママの生きた道、私の生きる道-』（One Mississippi）は、コメディアンのティグ・ノタロとディアブロ・コーディが創作した、半自伝的なアメリカのコメディテレビドラマ。ニコール・ホロフセナーが演出したパイロット版は2015年11月5日にAmazon Prime Videoで配信が開始され、視聴者からの好意的なフィードバックを受けてシリーズの製作が開始された。『ワン・ミシシッピ』は2016年9月9日から配信された 。2016年11月14日に、Amazonは第2シーズンの製作を決定し、2017年9月8日にAmazonから配信された。2018年1月18日に、第2シーズンを最後に打ち切られたが、Amazonはこれを「より多く広い範囲の視聴者へ向けたシリーズへの移行の一部」と説明した。最終的にこの番組はディズニー配下のFXネットワークの一部門であるFXPとディズニー・テレビジョンが製作することから、ディズニーは『ワン・ミシシッピ』をAmazon Prime Videoから引き上げた。現在、『ワン・ミシシッピ』は米国ではHuluのFXで、国外ではDisney+でストリーミング配信されている。ディズニーが『ワン・ミシシッピ』をAmazon Prime Videoから引き上げた正確な日時は明確にされていない。

## あらすじ
ロサンゼルスのラジオパーソナリティ、ティグ・バヴァロは、不慮の転落事故にあった母親キャロラインの生命維持装置を取り外すという連絡を受けてベイ・セント・ルシール（パイロット版では実在のミシシッピ州ベイセントルイス）に帰ってくる。両乳房切除術とクロストリジウム・ディフィシル腸炎から回復するために、ティグは一時的に兄レミーおよび継父ビルと一緒に暮らす。キャロラインの死後、家族の世話をしながら、ティグは母の過去を、ティグが最初に記憶したものではなく、実際に生きていたものとして知り、そうすることでベイ・セント・ルシールの生活を再発見していく。

## キャスト

### メイン
- ティグ・バヴァロ
  - 演：ティグ・ノタロ（英語版）（朴璐美）
- レミー
  - 演：ノア・ハープスター（遠藤純一）
- ビル
  - 演：ジョン・ロスマン（長克巳）

### リカーリング
- キャロライン
  - 演：リヤ・キールステッド（野沢由香里）
- ブルック
  - 演：ケイシー・ウィルソン（まつだ志緒理）
- ケイト
  - 演：ステファニー・オーリン（石井ゆかり）
- フェリシア・ホリングスワース
  - 演：シェリル・リー・ラルフ（仲村かおり
- デゼリ
  - 演：カーリー・ジブソン（伊倉一恵）
- メリー・セントクレア
  - 演：ベス・グラント（八百屋杏）
- ビューラー・ランカスター
  - 演：キャロル・マンセル
- ジャック・ホフマン
  - 演：ティム・シャープ（松田修平）

## エピソード
| シーズン | シーズン | 話数 | 話数 | 放送期間      | 放送期間      |
| シーズン | シーズン | 話数 | 話数 | 初回放送      | 最終回放送    |
| -------- | -------- | ---- | ---- | ------------- | ------------- |
|          | 1        | 6    | 1    | 2015年11月5日 | 2015年11月5日 |
|          | 1        | 6    | 5    | 2016年9月9日  | 2016年9月9日  |
|          | 2        | 6    | 6    | 2017年9月8日  | 2017年9月8日  |

### 第1シーズン（2015–16）
| 話数(通算) | サブタイトル             | 原題                               | 監督                   | 脚本                                   | 放送日        |
| --- | ------------------------ | ---------------------------------- | ---------------------- | -------------------------------------- | ------------- |
| 1(1) | 母の最後                 | Pilot                              | ニコール・ホロフセナー | ディアブロ・コーディ、ティグ・ノタロ   | 2015年11月5日 |
| ティグは乳がん患者で、母親が死にかけている。兄と継父とともに母に別れを告げるためにロサンゼルスからミシシッピに向かう。母親の死後、ティグの恋人のブルックが葬儀の手伝いに到着する。これからの人生がわからなくなったティグは、葬儀の場でしばらく故郷の街に残ることを決意する。 |                          |                                    |                        |                                        |               |
| 2(2) | 一病去ってまた一病       | Effects                            | ニコール・ホロフセナー | ケイト・ロビン                         | 2016年9月9日  |
| ティグはキャロラインの死の詳細についてビルと話し合い、もとはキャロラインの持ち物だった自分のものを処分する作業を始める。ビルはティグにクロストリジウム・ディフィシル腸炎の治療法を調べるように勧め、ティグは母親の椅子を家族の友人に贈るために修理する。 |                          |                                    |                        |                                        |               |
| 3(3) | 猫と秘密                 | The Cat's Out                      | ニコール・ホロフセナー | カーラ・ディパオロ                     | 2016年9月9日  |
| ティグはビルの猫を脱走させたと避難されており、ティグの実父のミックが猫の捜索を率いると主張する。猫を探す間に、ティグとレミーは母親に隠し子がいたことを知る。猫探しの後、ティグは地元のラジオ局で番組の録音始め、地元のサウンドエンジニアで自分のファンであるケイトと出会う。 |                          |                                    |                        |                                        |               |
| 4(4) | カーニバルのクイーン     | Let the Good Times Roll            | ケン・クワピス         | ロビー・ピッカリング                   | 2016年9月9日  |
| 健康状態が改善したので、ティグはベイ・セント・ルシールのマルディグラパレードの後でロサンゼルスに戻る準備をする。ティグは母親の代役としてパレードの女王役をつとめ、地元の軽薄なリポーターのジェシーにインタビューされる。ブルックとの通話が予想以上に悪い方向に行った後で、ティグは空港から引き返してベイ・セント・ルシールに戻る。                                                                     |                          |                                    |                        |                                        |               |
| 5(5) | 静けさと情熱のハーモニー | How 'bout Now, How 'bout Right Now | ケン・クワピス         | ステファニー・オーリン、ティグ・ノタロ | 2016年9月9日  |
| ブルックと別れた後で、ティグはリポーターのジェシーと会う。レミーは南北戦争再現イベントの後でビッキーに色目を使う。ジェシーのアパートで過ごしていたので、ティグはビルが計画した家族のディナーを逃し、帰宅して両親の結婚と、自分が受けた性的虐待についてビルと口論になる。 |                          |                                    |                        |                                        |               |
| 6(6) | 私の人生は私が決める     | New Contact                        | シラ・ピヴェン         | メリッサ・ブレイク                     | 2016年9月9日  |
| ティグはロサンゼルスに戻り、ブルックから持ち物を回収し、ラジオ番組の打ち切りに直面する。フラッシュバックシーンでは、キャロラインは自分の父親が幼いティグに性的虐待をしていたことを知り、若いティグにサバイバーとなるように立ち向かわせる。まず、ストレスだらけの腫瘍科での診察をすませ、ベイ・セント・ルシールのラジオ局での放送枠の空きについてケイトにメールした後で、ティグは再びミシシッピに戻る。 |                          |                                    |                        |                                        |               |

### 第2シーズン（2017）
| 話数(通算) | サブタイトル             | 原題                      | 監督                     | 脚本                                   | 放送日       |
| --- | ------------------------ | ------------------------- | ------------------------ | -------------------------------------- | ------------ |
| 1(7) | 君の手を握りたい         | I Want to Hold Your Hand  | ティグ・ノタロ           | ステファニー・オーリン、ティグ・ノタロ | 2017年9月8日 |
| ティグは、プロデューサーのケイトともっと親密になることを望み、ニューオリンズのケイトのアパートでのパーティに出席する。ビルは崇拝者の視線に気が付かない。レミーは冗談をきっかけに女性の友人と諍いを起こす。                                                                                             |                          |                           |                          |                                        |              |
| 2 (8) | 愛の光                   | Into the Light            | ケン・クワピス           | ステファニー・オーリン、ティグ・ノタロ | 2017年9月8日 |
| ティグはややこしいデートをする。ビルは職場のビルの女性と結びつきができる。レミーも教会である人物と出会う。神秘的な水晶が家族を結びつける。 |                          |                           |                          |                                        |              |
| 3(9) | キスして笑って           | Kiss Me and Smile for Me  | ケン・クワピス           | ケイト・ロビン                         | 2017年9月8日 |
| ティグとケイトはラジオ番組への否定的な反応に対処し、キャリアを進展させるきっかけに繋げる。ティグとケイトが釣りに出かけて関係を深めるかたわら、レミーとビルはシニアセンターで開かれた感傷的なパーティに出席する。                                                                                       |                          |                           |                          |                                        |              |
| 4(10) | 失って気づくこと         | Who Do You Think You Are? | ウェンディ・スタンツラー | ゾーイ・ジャーマン                     | 2017年9月8日 |
| ケイトは一歩引くが、ティグと色っぽいミュージシャンの相性のよさに嫉妬する。ビルとレミーはそれぞれフェリシアとデザリとの付き合いの中で新たな試練に挑む。 |                          |                           |                          |                                        |              |
| 5(11) | 好きにならずにいられない | Can't Fight This Feeling  | ミンキー・スピロ         | カーラ・ディパオロ                     | 2017年9月8日 |
| ケイトとの関係がなかなか深まらないことに不満を抱くティグはいったん身を引く。ケイトが職場で不愉快な目にあい、ティグを激怒させる。レミーはビルの家での夕食会を開くが、招待客のリストが予想外に長い。 |                          |                           |                          |                                        |              |
| 6(12) | 家族をつつむ物語         | I'm Alive                 | ミンキー・スピロ         | ケイト・ロビン                         | 2017年9月8日 |
| 職場での不快な体験を解決しようとするがうまくいかず、ティグは過去のかなり重いプライベートな話をラジオ番組で話す。一方、ビルはフェリシアとともに彼女の娘の結婚式に参加し、彼女の家族に好印象を与える。ティグはビルとレミーが直面するつらい現実に助言を与える。ティグとケイトとの関係は新たな段階に進む。 |                          |                           |                          |                                        |              |

## 評価
『ワン・ミシシッピ』は批評家からの好評を博した。Rotten Tomatoesは40人の批評家のレビューを基に、シリーズに96%の「新鮮保証」評価を与え、サイトの一致した批評として「『ワン・ミシシッピ』は感動的なドラマの物語、観察的なコメディ、そして主演のティグ・ノタロの本物の演技力にとって誠実な手段であることを証明している」と述べている。Metacriticは20人の批評家のレビューを基に100点中77点のスコアを与え、「一般的に好意的な」レビューを示している。